# ستانلي شابيرو
ستانلي شابيرو (بالإنجليزية: Stanley Shapiro)‏ هو منتج أفلام وكاتب وكاتب سيناريو أمريكي، ولد في 16 يوليو 1925 في بروكلين في الولايات المتحدة، وتوفي في 21 يوليو 1990 في لوس أنجلوس في الولايات المتحدة.

## وصلات خارجية
- ستانلي شابيرو على موقع IMDb (الإنجليزية)
- ستانلي شابيرو على موقع ألو سيني (الفرنسية)
- ستانلي شابيرو على موقع أول موفي (الإنجليزية)
- ستانلي شابيرو على موقع قاعدة بيانات برودواي على الإنترنت (الإنجليزية)
- ستانلي شابيرو على موقع قاعدة بيانات الأفلام السويدية (السويدية)
- ستانلي شابيرو على موقع قاعدة بيانات الفيلم (الإنجليزية)
- ستانلي شابيرو على موقع كينوبويسك (الروسية)